# Theta
Das Theta (Aussprache ['tʰeːta], rekonstruierte altgriechische Aussprache [tʰɛːta], griechisches Neutrum θῆτα, Majuskel Θ, Minuskel ϑ oder θ) ist der achte Buchstabe des griechischen Alphabets und hat nach dem milesischen System den Zahlwert 9.
Im Neugriechischen heißt der Buchstabe θήτα thíta ['θita] und wird wie ein scharfes englisches th (stimmloser interdentaler Frikativ, „Lispellaut“) ausgesprochen.

## Verwendung
- In der Physik
  - ist das kleine Theta θ das Zeichen für die Celsius-Temperatur, wobei hier häufig auch die zweite Variante des kleinen Thetas ϑ verwendet wird;
  - ist das kleine Theta θ das Zeichen für den Verdrehwinkel;
  - ist das große Theta Θ das Zeichen für die magnetische Durchflutung sowie für das Trägheitsmoment;
  - ist das große Theta Θ das Dimensionssymbol für die Temperatur;
  - ist das große Theta Θ das Zeichen für den Kontaktwinkel an Phasengrenzen.

- In der Astronomie
  - ist das große Theta Θ das Zeichen für die Sternzeit – ebenso wie in der Geodäsie;
  - ist das kleine Theta ϑ meist der siebent- bis neunthellste Stern im jeweiligen Sternbild;
  - dient Theta als nähere Bezeichnung zweier Meteorströme (Theta-Centauriden und Theta-Ophiuchiden), um in diesen großen Sternbildern die Lage des Radianten genauer zu beschreiben.

- In der Meteorologie
  - ist das kleine Theta θ das Zeichen für die potentielle Temperatur.

- In der Mathematik
  - ist das kleine Theta θ die Koordinate des Polarwinkels bei Kugelkoordinaten;
  - ist das kleine Theta θ das Zeichen für den Winkel einer Fläche;
  - ist das große Theta Θ eines der Landau-Symbole;
  - werden einige Funktionen als Thetafunktion bezeichnet;
  - ist das kleine Theta θ die Bezeichnung für einen unbekannten Parameter einer Wahrscheinlichkeitsverteilung, das große Theta Θ für den Parameterraum.

- In der Finanzmathematik
  - Bei Optionsscheinen misst diese Kennzahl den Zeitwertverfall einer Option. Das Theta gibt an, wie viel ein Optionsschein, wenn alle anderen Faktoren gleich bleiben (ceteris paribus), in einem bestimmten Zeitraum an Wert verliert. In der Praxis wird etwa der prozentuale Wertverfall pro Woche verglichen.

- Im Internationalen Phonetischen Alphabet
  - bezeichnet das kleine Theta [⁠θ⁠] den stimmlosen dentalen Frikativ, etwa wie beim engl. Wort theft [θɛft, Diebstahl].

- In der Neurologie/Neuropsychologie
  - bezeichnet das kleine Theta θ eine bestimmte Frequenz im Elektroenzephalogramm (EEG).

- In der Volkswirtschaftslehre
  - bezeichnet das kleine Theta θ den Reservesatz, den ein Finanzinstitut aufgrund gesetzlicher Grundlagen halten muss.

- In der Populationsgenetik
  - bezeichnet das kleine Theta θ die genetische Differenzierung zwischen Populationen (analog zu Wrights FST).

- In der Bodenkunde
  - bezeichnet das große Theta den volumetrischen Wassergehalt: {\displaystyle {\mathit {\Theta }}={\frac {V_{\text{w}}}{V_{\text{b}}}}={\frac {\text{Volumen des Wassers}}{\text{Volumen des Bodens}}}}

- In der Geodäsie
  - ist das kleine Theta ϑ der Gesamtbetrag der Lotabweichung.
- In der Strukturgeologie
  - zur Benennung eines Klast-Typus (siehe Theta-Klast)

## Beispiele
- Thales von Milet (Θαλῆς)